# Port lotniczy Erebuni
Port lotniczy Erebuni – międzynarodowy port lotniczy położony 7,3 km na południe od centrum Erywaniu, stolicy Armenii. Obecnie jest używany do celów militarnych i wojskowych. Obsługuje połączenia czarterowe.